# William Russ
William Russ (* 20. Oktober 1950 in Portsmouth, Virginia) ist ein US-amerikanischer Schauspieler.

## Leben und Leistungen
Russ ist Sohn eines Marineoffiziers. Er schloss sein Studium der Dramaturgie an der University of Michigan ab. Russ debütierte 1977 in einer größeren Rolle in der Horrorkomödie Death Bed: The Bed That Eats. Im Thriller Courage (1984) war er an der Seite von Ronny Cox und M. Emmet Walsh zu sehen.
Die Hauptrolle im Sportdrama Pastime (1991) brachte Russ im Jahr 1992 eine Nominierung für den Independent Spirit Award. In den Jahren 1993 bis 2000 trat er in einer größeren Rolle in der Fernsehserie Das Leben und Ich auf, außerdem führte er Regie von neun Folgen. Später spielte er in einigen Fernsehfilmen und in Gastrollen in Fernsehserien, darunter in zwei Folgen der Serie JAG – Im Auftrag der Ehre aus dem Jahr 2004, in den er einen General verkörperte.
Russ ist mit der Schauspielerin Clare Wren verheiratet und hat zwei Kinder.

## Filmografie (Auswahl)
- 1977: Death Bed: The Bed That Eats
- 1979: Nur du und ich (Just You and Me, Kid)
- 1980: Cruising
- 1982: Grenzpatrouille (The Border)
- 1982: Probe für einen Mord (Rehearsal for Murder)
- 1983: Der Stoff, aus dem die Helden sind (The Right Stuff)
- 1984: Courage
- 1985: Hunter (Fernsehserie, Folge 1x19: Fire Man)
- 1985: Am Rande der Hölle (Miami Vice / Evan)
- 1985: The Long Hot Summer (Flammender Sommer)
- 1985: B.I.E.R. (Beer)
- 1985: Trio mit vier Fäusten (Riptide)
- 1987: Dead of Winter
- 1988–1990: Kampf gegen die Mafia (Wiseguy, Fernsehserie)
- 1989: Im Tresor ist die Hölle los (Disorganized Crime)
- 1991: Pastime
- 1991: Ungewisse Liebe (Crazy from the Heart)
- 1992: Spuren von Rot (Traces of Red)
- 1993–2000: Das Leben und Ich (Boy Meets World, Fernsehserie)
- 1997: Nachts, wenn alles schläft (When Danger Follows You Home)
- 1997: Stargate – Kommando SG-1 (Stargate SG-1)
- 1998: American History X
- 2003: Findet John Christmas (Finding John Christmas)
- 2004: Silver Lake
- 2007: Demons
- 2009: A Fork in the Road
- 2011: Leverage
- 2012: Criminal Minds (Fernsehserie, Episode 7x16)
- 2018: Bosch (Fernsehserie, 3 Episoden)
- 2020: Chasing the Rain
- 2022: Animal Kingdom (Fernsehserie, 3 Episoden)
- 2023: Founders Day